# شنایا یاماناکا
شنایا یاماناکا (انگلیسی: Shinya Yamanaka؛ زاده ۴ سپتامبر ۱۹۶۲) یک پژوهشگر یاخته‌های بنیادی اهل ژاپن است.

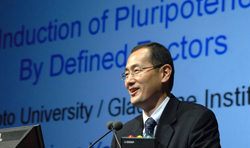
یاماناکا در حال سخنرانی در سال ۲۰۱۰

وی همچنین برنده جوایزی همچون جایزه نوبل فیزیولوژی و پزشکی شده است.